# ورزشگاه راین نکر آرنا
 ورزشگاه راین نکر آرنا  (به آلمانی: Rhein-Neckar-Arena) ورزشگاهی چند منظوره در شهر زینسهایم در کشور آلمان است.
بازی‌های خانگی باشگاه فوتبال هافنهایم در این ورزشگاه برگزار می‌شود.